# Anchomanes difformis
Anchomanes difformis är en kallaväxtart som först beskrevs av Carl Ludwig von Blume, och fick sitt nu gällande namn av Adolf Engler. Anchomanes difformis ingår i släktet Anchomanes och familjen kallaväxter. Inga underarter finns listade.

## Bildgalleri

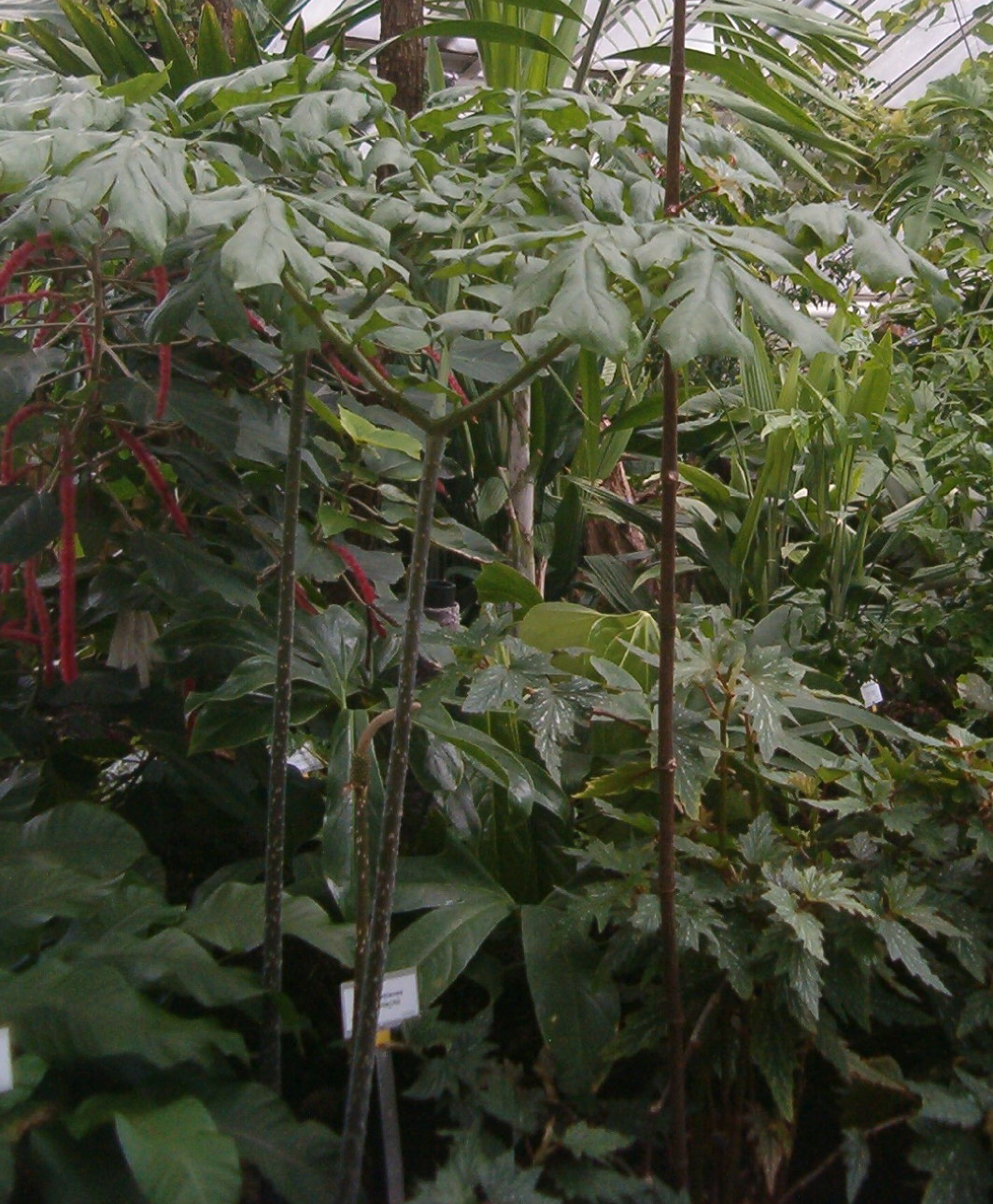
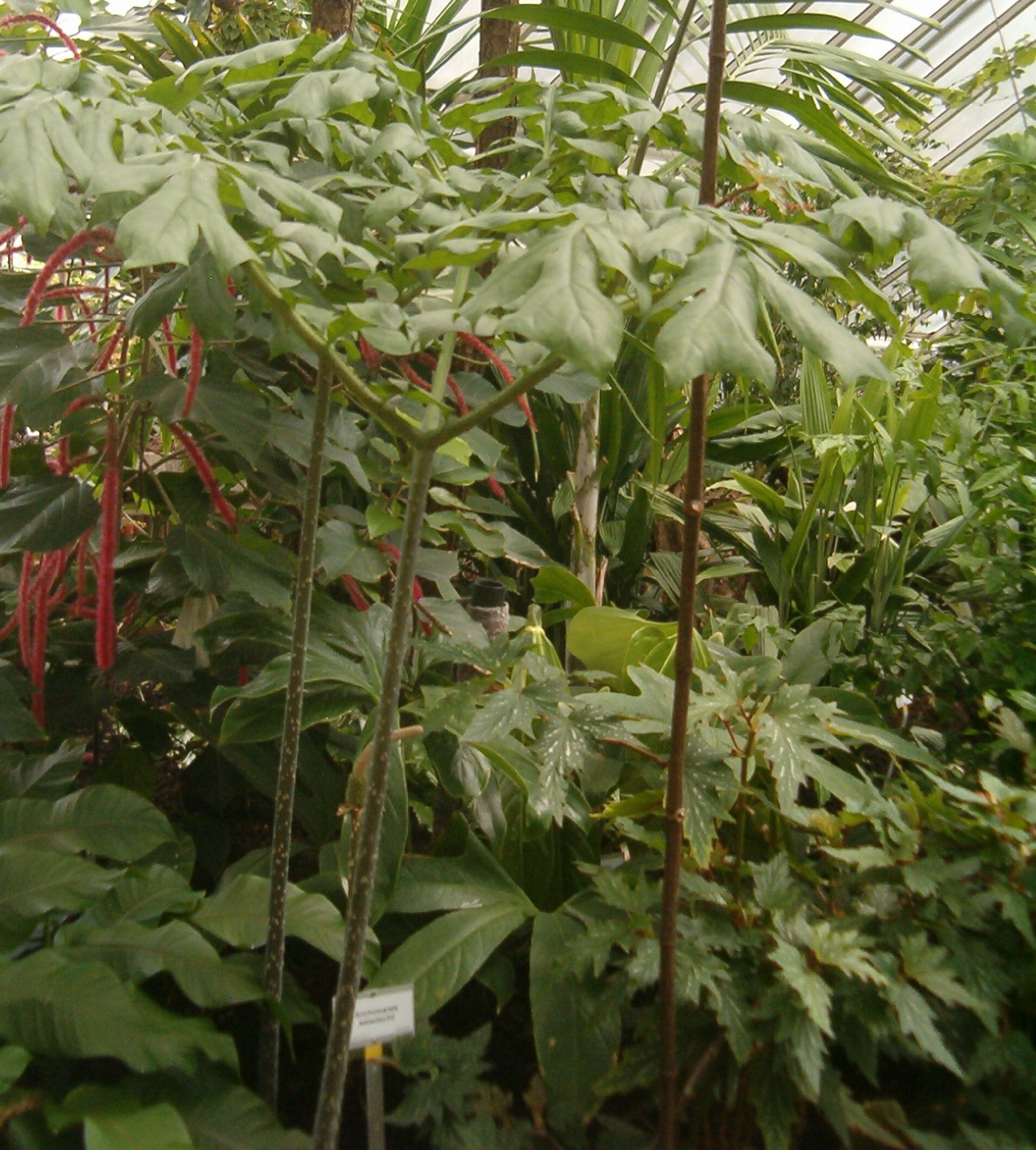
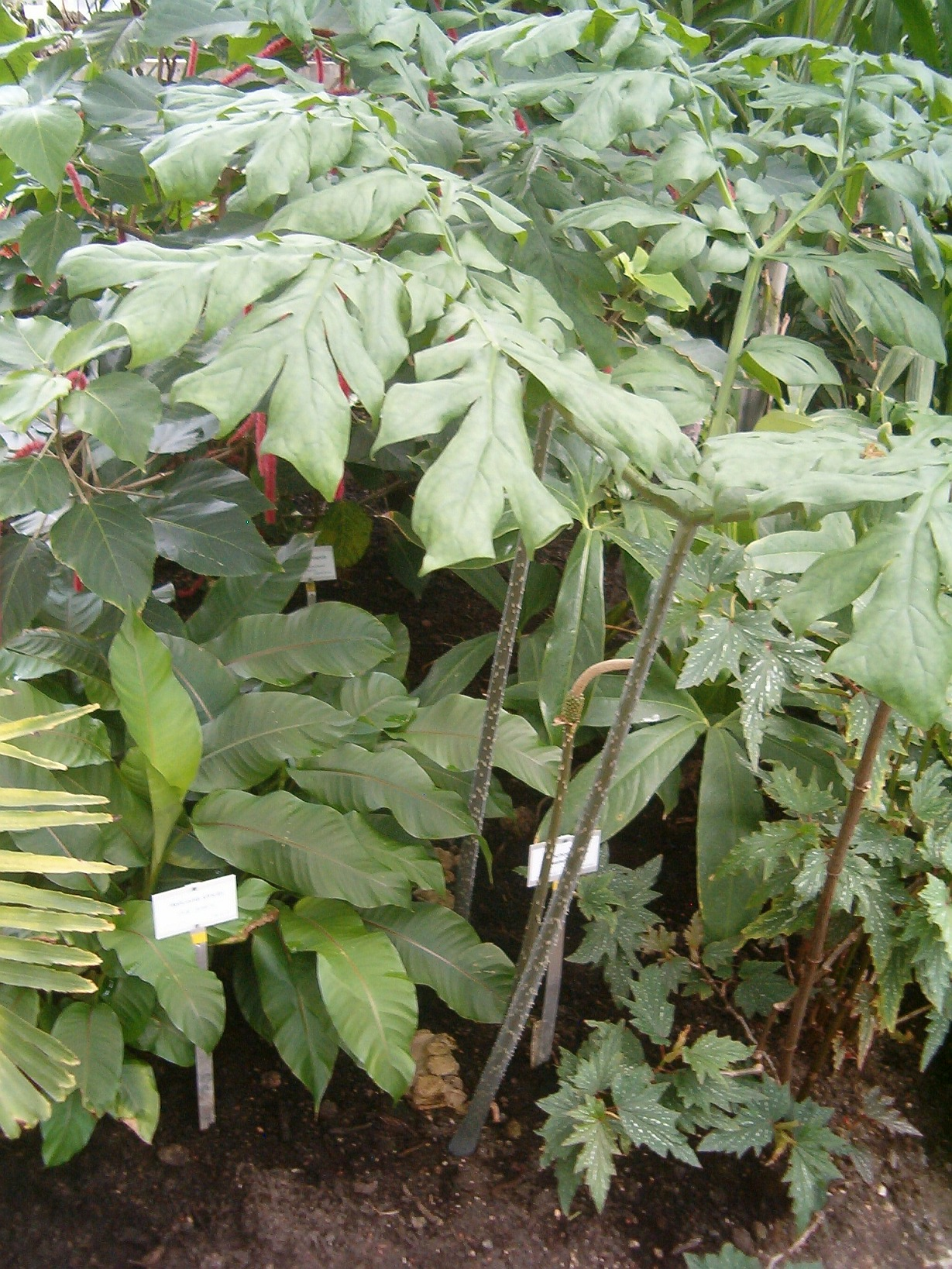
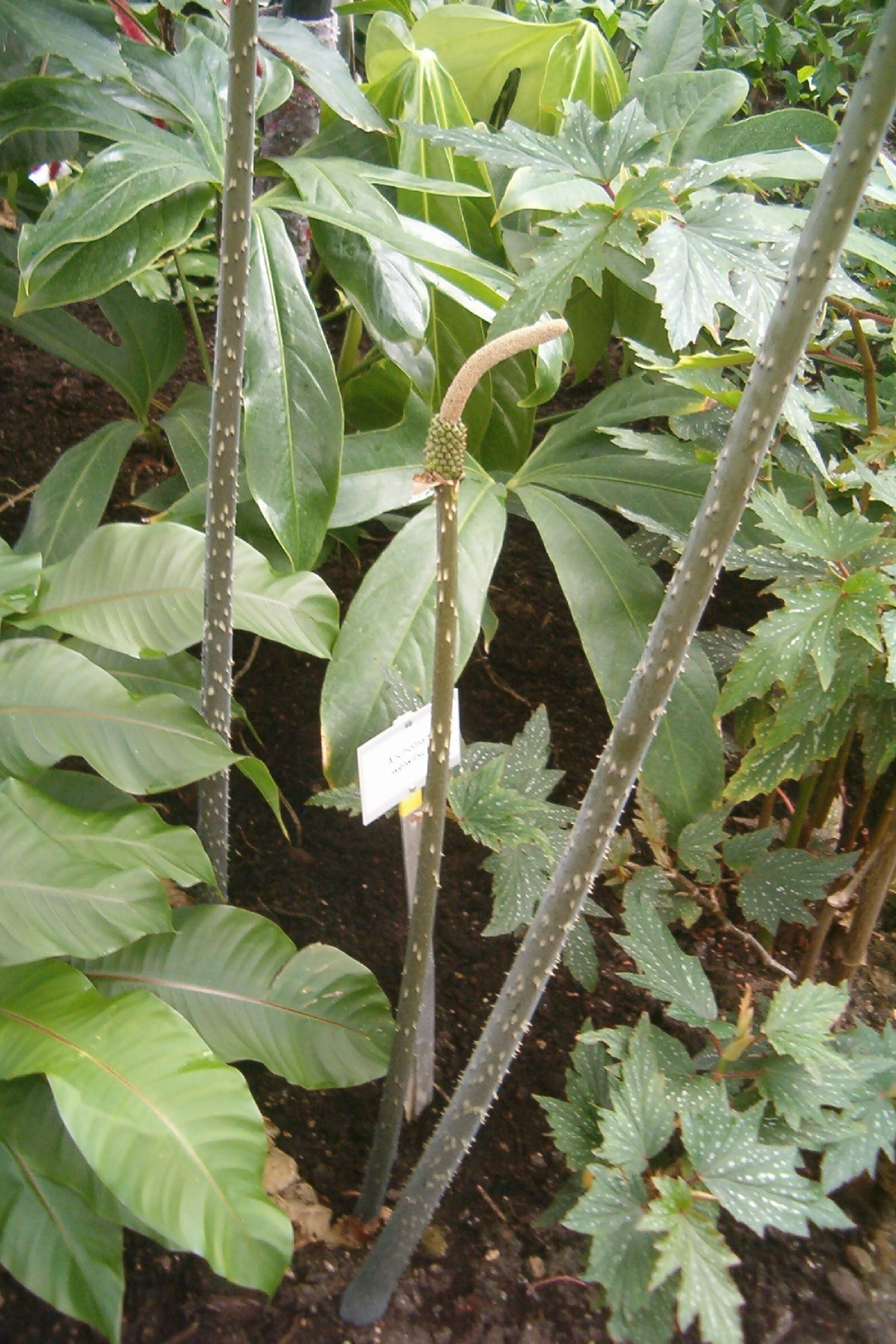